# Cobra (langage)
Pour les articles homonymes, voir Cobra (homonymie).
Cobra est un langage d'usage général, orienté objet. Cobra a été conçu par Charles Esterbrook et fonctionne sur les plateformes Microsoft .NET et Mono. Il a été fortement influencé par Python, C#, Eiffel, Objective-C et d'autres langages de programmation. Il accepte aussi bien le typage statique que dynamique,. Il gère pleinement les tests unitaires et les contrats. Il possède des fonctions anonymes, des fermetures, des listes en compréhension et des générateurs. Cobra permet à la fois un développement rapide et de bonnes performances.
Cobra est un projet Open source, publié sous la licence MIT le 29/02/2008.
Les mises à jour apparaissent sur les forums Cobra et s'attachent à l'amélioration des fonctionnalités, à la maintenance corrective, à la documentation et aux projets associés.

## Caractéristiques
Orienté objet
- Espaces de noms
- Classes, interfaces, structures, extensions, énumérations
- Méthodes, propriétés, indexeurs
- Mixins, méthodes étendues
- Généricité, attributs

Contrôle qualité
- Contrats, assertions
- Tests unitaires, docstrings
- Analyse des types à null à la compilation

Expressivité
- Liaison statique et dynamique
- Listes, dictionnaires et ensembles définis littéralement
- Opérateurs in et implies
- expressions for
- Slicing
- Chaînes interpolées
- Inférence de types à la compilation
- Lambdas et fermetures

Productivité générale
- Gestion des exceptions
- Compte rendu d'exception postmortem
- Ramasse-miettes

Facilités des langages de script
- Syntaxe claire
- Liaison dynamique
- Exécution en une passe
- Shebang (#!)

Divers
- Outil de documentation (cobra -doc)
- Outil de coloration syntaxique (cobra -highlight)

## Exemples
Les exemples suivants peuvent être exécutés à partir d'un fichier en utilisant cobra <filename>.

### Hello World
```
class
 
Hello

    
def
 
main

        
print
 
'Hello, World'

```

### Une classe simple
```
class
 
Person

    
var
 
_name
 
as
 
String

    
var
 
_age
 
as
 
int

    
cue
 
init
(
name
 
as
 
String
,
 
age
 
as
 
int
)

        
_name
,
 
_age
 
=
 
name
,
 
age

    
def
 
toString
 
as
 
String
 
is
 
override

        
return
 
'My name is [_name] and I am [_age] years old'

```